# Округ Пуебло (Колорадо)
Пуебло (енгл. Pueblo County) је округ у америчкој савезној држави Колорадо. По попису из 2010. године број становника је 159.063. Седиште округа је град Пуебло.

## Демографија
Према попису становништва из 2010. у округу је живело 159.063 становника, што је 17.591 (12,4%) становника више него 2000. године.
| Група             | 2000.          | 2010.          |
| Белци             | 81.624 (57,7%) | 86.054 (54,1%) |
| Афроамериканци    | 2.685 (1,9%)   | 3.222 (2,0%)   |
| Азијати           | 926 (0,7%)     | 1.258 (0,8%)   |
| Хиспаноамериканци | 53.710 (38,0%) | 65.811 (41,4%) |
| Укупно            | 141.472        | 159.063        |